# 堀龍也
堀 龍也（ほり たつや、1988年6月14日 - ）は、日本の男性声優。滋賀県出身。
2009年に大阪アニメーションカレッジ専門学校卒業。以前はアミュレートに所属していた。

## 出演
太字はメインキャラクター。

### テレビアニメ
2011年
- 戦国☆パラダイス 極（三太）

2013年
- ファンタジスタドール（男）
- 魔界王子 devils and realist（生徒B）

2015年
- おまかせ!みらくるキャット団（らい次郎[2]）
- カードファイト!! ヴァンガードG（メンバー）

### WEBアニメ
- ポヨポヨ観察日記（佐藤英）

### ドラマCD
- 世界樹の迷宮IV 囚われの巫女と三姉弟（カーゴ交易場の男）
- 戦国パラダイス極第2巻（幸村の従者）

### ゲーム
- L@VE ONCE

### ネットラジオ
- fujyoshi.jp café（パーソナリティ）

### TV
- BeeTV「サク読み」（男性）